# Priez
Priez es una comuna francesa situada en el departamento de Aisne, en la región de Alta Francia.

## Demografía
| 66 | 78 | 53 | 48 | 36 | 47 | 55 |
| Para los censos de 1962 a 1999 la población legal corresponde a la población sin duplicidades (Fuente: INSEE [Consultar]) |    |    |    |    |    |    |